# Pão cheio
O pão cheio é um quitute típico do sul da Itália, que talvez tenha sofrido algumas alterações no Brasil, onde é conhecido, especialmente em cidades do sul do estado de Minas Gerais, desde a imigração italiana no Brasil.
Nas expedições as famílias trouxeram teus costumes, modos de fazer e inúmeras receitas, incluindo o modo de fazer do Pão Cheio, cujas características se parecem com uma torta. Em vários municípios do Sul de Minas podem ser encontradas receitas e modos de fazer deste pão, contudo na Cidade de São Sebastião da Bela Vista-MG há o Pão Cheio da Dona Chica com um modo de fazer que possui as mesmas origens italianas, porém possui um caracteristicas peculiares da Dona Chica (hoje com quase 90 anos) presente na Tradicional Festa de São Sebastião há mais de 30 anos. O Pão Cheio da Dona Chica foi Registrado no Livro de Registros das Celebrações, Saberes, Formas de Expressão e Lugares pelo seu notório valor histórico e cultural para com o município e para com o povo de São Sebastião da Bela Vista, contudo o Prefeito Augusto Hart Decretou, em conformidade com a Lei Municipal no 983 de 18 de setembro de 2007, o Decreto no 2182 de 06 de novembro de 2017, tornando o Pão Cheio da Dona Chica como Patrimônio Cultural Imaterial de São Sebastião da Bela Vista. Há também na cidade de  Santa Rita do Sapucaí, cidade visinha de São Sebastião da Bela Vista, uma receita utilizada pela família Siécola, esta que introduziu o pão cheio nos lanches vespertinos, cuja receita inclui açúcar, leite integral, farinha de trigo, ovos, óleo, linguiça, azeitonas e o queijo "Minas Frescal".